# Marquinhos Pedroso
Marcos Garbellotto Pedroso, meglio noto come Marquinhos Pedroso (Tubarão, 4 ottobre 1993), è un calciatore brasiliano, difensore del Marcílio Dias.

## Palmarès

### Club

#### Competizioni statali
- Campionato Catarinense: 2

Figueirense: 2014, 2015